# Flecha Brabanzona 2018
La 58.ª edición de la clásica ciclista Flecha Brabanzona (llamado oficialmente: De Brabantse Pijl-La Flèche Brabanconne) fue una carrera en Bélgica que se celebró el 11 de abril de 2018 sobre un recorrido de 201 kilómetros con inicio en la ciudad de Lovaina y final en el municipio de la Overijse.
La carrera hizo parte del UCI Europe Tour 2018, dentro de la categoría 1.HC.
La carrera fue ganada por el corredor belga Tim Wellens del equipo Lotto Soudal, en segundo lugar Sonny Colbrelli (Bahrain-Merida) y en tercer lugar Tiesj Benoot (Lotto Soudal).

## Equipos participantes
Tomaron parte en la carrera 21 equipos: 7 de categoría UCI WorldTeam; y 14 de categoría Profesional Continental. Formando así un pelotón de 182 ciclistas de los que acabaron 100. Los equipos participantes fueron:
| WorldTeams (7)- Bahrain-Merida - BMC Racing Team - Lotto Soudal - Mitchelton-Scott - Quick-Step Floors - Dimension Data - Lotto NL-Jumbo Equipos continentales profesionales (14)- Aqua Blue Sport - CCC Sprandi Polkowice - Cofidis, Solutions Crédits - Direct Énergie - Israel Cycling Academy - Nippo-Vini Fantini-Europa Ovini - Roompot-Nederlandse Loterij - Sport Vlaanderen-Baloise - Fortuneo-Samsic - Team Novo Nordisk - Vérandas Willems-Crelan - Vital Concept - Wanty-Groupe Gobert - WB-Aqua Protect-Veranclassic |
| |

## Clasificación final
- Las clasificaciones finalizaron de la siguiente forma:[4]

| \| Clasificación general \| Clasificación general \| Clasificación general \| Clasificación general \| Clasificación general \| \| Ciclista \| Ciclista \| Equipo \| Tiempo \| \| \| --------------------- \| --------------------- \| ------------------------ \| --------------------- \| --------------------- \| \| 1.º \| Tim Wellens \| Lotto-Soudal \| 4 h 42 min 48 s \| \| \| 2.º \| Sonny Colbrelli \| Bahrain-Merida \| + 9 s \| \| \| 3.º \| Tiesj Benoot \| Lotto-Soudal \| + 9 s \| \| \| 4.º \| Pieter Serry \| Quick-Step Floors \| + 9 s \| \| \| 5.º \| Jan Tratnik \| CCC Sprandi Polkowice \| + 9 s \| \| \| 6.º \| Andrea Pasqualon \| Wanty-Groupe Gobert \| + 9 s \| \| \| 7.º \| Dylan Teuns \| BMC Racing Team \| + 9 s \| \| \| 8.º \| Huub Duijn \| Verandas Willems-Crelan \| + 12 s \| \| \| 9.º \| Thomas Sprengers \| Sport Vlaanderen-Baloise \| + 14 s \| \| \| 10.º \| Daryl Impey \| Mitchelton-Scott \| + 14 s \| \| |                  |                          |                 |
| |                  |                          |                 |
| Fuente: ProCyclingStats |                  |                          |                 |
| Clasificación general |                  |                          |                 |
| Ciclista | Ciclista         | Equipo                   | Tiempo          |
| 1.º | Tim Wellens      | Lotto-Soudal             | 4 h 42 min 48 s |
| 2.º | Sonny Colbrelli  | Bahrain-Merida           | + 9 s           |
| 3.º | Tiesj Benoot     | Lotto-Soudal             | + 9 s           |
| 4.º | Pieter Serry     | Quick-Step Floors        | + 9 s           |
| 5.º | Jan Tratnik      | CCC Sprandi Polkowice    | + 9 s           |
| 6.º | Andrea Pasqualon | Wanty-Groupe Gobert      | + 9 s           |
| 7.º | Dylan Teuns      | BMC Racing Team          | + 9 s           |
| 8.º | Huub Duijn       | Verandas Willems-Crelan  | + 12 s          |
| 9.º | Thomas Sprengers | Sport Vlaanderen-Baloise | + 14 s          |
| 10.º | Daryl Impey      | Mitchelton-Scott         | + 14 s          |

## UCI World Ranking
La Flecha Brabanzona otorgó puntos para el UCI Europe Tour 2018 y el UCI World Ranking, este último para corredores de los equipos en las categorías UCI WorldTeam, Profesional Continental y Equipos Continentales. Las siguientes tablas muestran el baremo de puntuación y los 10 corredores que obtuvieron más puntos:
| Posición              | 1.ª | 2.ª | 3.ª | 4.ª | 5.ª | 6.ª | 7.ª | 8.ª | 9.ª | 10.ª | 11.ª | 12.ª | 13.ª | 14.ª | 15.ª | 16.ª-30.ª | 31.ª-40.ª |
| Clasificación general | 200 | 150 | 125 | 100 | 85  | 70  | 60  | 50  | 40  | 35   | 30   | 25   | 20   | 15   | 10   | 5         | 3         |

| 1.º  | Tim Wellens      | Lotto Soudal             | 200 |
| 2.º  | Sonny Colbrelli  | Bahrain-Merida           | 150 |
| 3.º  | Tiesj Benoot     | Lotto Soudal             | 125 |
| 4.º  | Pieter Serry     | Quick-Step Floors        | 100 |
| 5.º  | Jan Tratnik      | CCC Sprandi Polkowice    | 85  |
| 6.º  | Andrea Pasqualon | Wanty-Groupe Gobert      | 70  |
| 7.º  | Dylan Teuns      | BMC Racing               | 60  |
| 8.º  | Huub Duijn       | Vérandas Willems-Crelan  | 50  |
| 9.º  | Thomas Sprengers | Sport Vlaanderen-Baloise | 40  |
| 10.º | Daryl Impey      | Mitchelton-Scott         | 35  |